# Plea
Plea – rodzaj wodnych pluskwiaków różnoskrzydłych z rodziny pianówkowatych.

## Taksonomia
Takson został opisany w 1817 roku przez Williama Elforda Leacha.

## Występowanie
W Polsce występuje tylko P. minutissima.

## Systematyka
Dawniej wyróżniano tu 3 podrodzaje, które zostały później wyniesione do rangi rodzajów. Obecnie należą tu m.in. gatunki:
- Plea minutissima Leach, 1817
- Plea quinquemaculata Lundblad, 1933